# Fissidens macrosporus
Fissidens macrosporus är en bladmossart som beskrevs av Hugh Neville Dixon 1921. Fissidens macrosporus ingår i släktet fickmossor, och familjen Fissidentaceae. Inga underarter finns listade i Catalogue of Life.